# No Man's Land (노래)
〈No Man's Land〉는 빌리 조엘의 싱글이다. 1993년 발매된 그의 음반 《River of Dreams》의 세 번째 싱글이다. 이 노래는 교외 지역의 성장과 그것의 부정적인 환경 및 사회적 측면에 대한 곡이다. 그것은 아마 롱아일랜드를 의미하는 듯 하다 (가사 中 "lots more to read about Lolita and suburban lust"은 에이미 피셔에 대한 간접적인 언급이다). 이 곡은 1993년 8월 《레이트 쇼 위드 데이비드 레터먼》에서 첫 번째로 공연되었다.

## 수록곡

### 영국 CD 싱글
모든 곡은 빌리 조엘이 작곡했다.
1. 〈No Man's Land〉 (LP version) - 4:45
2. 〈No Man's Land〉 (Live) - 5:03

## 차트
| 1993년                            | 순위 |
| --------------------------------- | ---- |
| 캐나디안 싱글 차트                | 71   |
| 영국 싱글 차트                    | 50   |
| 미국 빌보드 핫 메인스트림 록 트랙 | 18   |